# Lissai csata
A lissai csata vagy visi csata tengeri ütközet volt az Olasz Királyság és a Habsburg Birodalom között, amely 1866. július 20-án Vis (olaszul: Lissa, ma Horvátországhoz tartozik) szigeténél zajlott le döntő osztrák győzelemmel. A jól felszerelt olasz flotta állt szemben a jóval gyengébb, alig fölszerelt, de teljes morális fölényben lévő osztrák flottával. (A német Krupp művek nem szállította le a megrendelt nagy űrméretű hajóágyúkat, ezért volt szükség egyéb fegyver híján a döfőorral végrehajtott támadásra.) Az olasz flotta hadműveletének célja az „Adria Máltájának”, nevezett, erődítményekkel jól megerősített Lissa szigetének elfoglalása volt.

## Előzmények
Az 1866-os háború kezdetén az olasz flotta Európa negyedik legerősebb hajóhada volt. Bár korszerűbb volt a Habsburg flottánál, mégis maga az olasz flotta élén álló di Persano gróf arra panaszkodott, hogy a legénység nem elég felkészült. Június végén az olaszországi Anconában gyülekezett az olasz flotta. Tegetthoff hajóhadával tüntetően Ancona elé vonult június 27-én. Az osztrák hajóhad megjelenése nagy kavarodást okozott az olaszoknál. Tegetthoff egy ideig várt az ütközet lehetőségére, de végül is elvonult. Július 14-én a király utasította di Persanót, hogy az Adria közepén fekvő Lissa szigetét foglalják el. Négy nap múlva az olaszok a kikötőt és a szigetet bevették, de az osztrák erőd tartotta magát. Tegetthoff az erőd felmentésére vonult, és a sziget mellett alakult ki a tengeri csata.

## A csata lefolyása
Az olasz flotta az osztrák hajókhoz képest délkeleti irányban sorakozott fel. Az osztrák hajók – gyengébb tűzerejük és számbeli hátrányuk okán igyekeztek „V”-formációba rendeződve megtámadni az olaszokat, hogy közelharcban süllyeszthessék el őket. Az olaszoknak érthetően az ágyútűzzel való távoltartás állt érdekében.
A csata heves ágyútűzzel kezdődött. Pár perc után az SMS Drache parancsnoka, báró Heinrich von Moll sorhajókapitány elesett, az SMS Kaiser sorhajó súlyos sérülésekkel visszavonult. Ezt követte az SMS Erzherzog Ferdinand Max híressé vált, döfőorros rohama a Re d’Italia ellen. Maximilian von Sterneck parancsnok saját kezűleg irányította vágósarkantyús hajóját az olasz páncélosba, amelynek oldalába hatalmas léket ütött. A Re d’Italia azonnal elsüllyedt. Haláltusája 3 percig tartott. 364 ember veszett hullámsírba. Az összeütközést követően néhány másodpercig halálos csend támadt, majd az osztrák legénység üdvrivalgásba tört ki. Ez volt a tengeri csaták történetében az utolsó vágósarkantyús öklelés.
Közben az egyik olasz ágyúnaszád, a Palestro lőszerraktárát találat érte, a hajón tűz ütött ki. A sérülten úszó SMS Kaisert eközben megközelítette az olasz Affondatore. Az olasz parancsnok megpróbálta meglékelni a sérült Kaisert, de a többi osztrák hajótól kapott tüzérségi találatok úgy megrongálták, hogy kénytelen volt kitérni és távolabbra manőverezni hajójával. Az égő Palestro felrobbant, 228 tengerész közül 26 menekült meg. Persano gróf, flottaparancsnok a zászlóshajóját hátrahagyva támadást vezényelt, de a parancsnokok megtagadták az engedelmességet.
Az olasz hajók visszavonultak. A súlyosan sérült Affondatore néhány nap múlva az anconai hadikikötőben süllyedt el.

## Következményei
A vereségről az olasz propaganda és a külföldi propaganda álhírt terjesztett: „Kaiser elsüllyedt, a hajóhad tisztikara megsemmisült.” Válaszul Tegetthoff a külföldi tiszteket és a sajtó képviselőit meghívta az „elsüllyesztett” Kaiser fedélzetére, helyszíni szemlére. Itt ő maga tartott díszbeszédet, egész „elpusztult” tisztikarának részvételével.
Augusztus 10-én újra harcra készen állt Tegetthoff flottája, de a szemben álló hatalmak 12-én fegyverszünetet kötöttek. Az olasz főparancsnokot hadbíróság elé állították.

## Hadrend

A lissai tengeri ütközethez felvonult erők

### Ausztria
| Hajó neve                                 | Hajó fajtája                 | Hajó vízkiszorítása |
| ----------------------------------------- | ---------------------------- | ------------------- |
| SMS Erzherzog Ferdinand Max (zászlóshajó) | 1. osztályú páncélos fregatt | 5130 t (5140 t)     |
| SMS Habsburg                              | 1. osztályú páncélos fregatt | 5130 t (5140 t)     |
| SMS Kaiser Max                            | 2. osztályú páncélos fregatt | 3588 t (3588 t)     |
| SMS Don Juan d’Austria                    | 2. osztályú páncélos fregatt | 3588 t (3588 t)     |
| SMS Prinz Eugen                           | 2. osztályú páncélos fregatt | 3588 t (3588 t)     |
| SMS Drache                                | 3. osztályú páncélos fregatt | 3065 t (2824 t)     |
| SMS Salamander                            | 3. osztályú páncélos fregatt | 3065 t (3027 t)     |
| SMS Kaiserin Elisabeth                    | Felderítő lapátkerekes gőzös | 1470 t              |

| Hajó neve                       | Hajó fajtája                 | Hajó vízkiszorítása |
| ------------------------------- | ---------------------------- | ------------------- |
| SMS Kaiser (zászlóshajó)        | Sorhajó                      | 5194 t (5194 t)     |
| SMS Novara                      | 1. osztályú fregatt          | 2497 t (2497 t)     |
| SMS Fürst Felix Schwarzenberg   | 1. osztályú fregatt          | 2514 t (2656 t)     |
| SMS Radetzky                    | 2. osztályú fregatt          | 2198 t (2198 t)     |
| SMS Donau                       | 2. osztályú fregatt          | 2198 t (2198 t)     |
| SMS Adria                       | 2. osztályú fregatt          | 2198 t (2198 t)     |
| SMS Erzherzog Friedrich         | Korvett                      | 1474 t (1570 t)     |
| SMS Greif                       | Felderítő lapátkerekes gőzös | 1260 t              |
| SMS Stadion (fegyverzet nélkül) | Felderítő gőzös              | 1400 t              |

| Hajó neve         | Hajó fajtája | Hajó vízkiszorítása |
| ----------------- | ------------ | ------------------- |
| Hum (zászlóshajó) | Ágyúnaszád   | 869 t               |
| Dalmat            | Ágyúnaszád   | 869 t               |
| Vellebich         | Ágyúnaszád   | 869 t               |
| Wall              | Ágyúnaszád   | 852 t               |
| Reka              | Ágyúnaszád   | 852 t               |
| Seehund           | Ágyúnaszád   | 852 t               |
| Streiter          | Ágyúnaszád   | 852 t               |
| Narenta           | Szkúner      | 501 t               |
| Kerka             | Szkúner      | 501 t               |
| Andreas Hofer     | Ágyúnaszád   | 770 t               |

### Olaszország
| Hajó neve                 | Hajó fajtája                 | Hajó vízkiszorítása |
| ------------------------- | ---------------------------- | ------------------- |
| Ré d’Italia (zászlóshajó) | Páncélos fregatt             | 5700 t              |
| Ré di Portogallo          | Páncélos fregatt             | 5700 t              |
| Maria Pia                 | Páncélos fregatt             | 4250 t              |
| San Martino               | Páncélos fregatt             | 4250 t              |
| Ancona                    | Páncélos fregatt             | 4250 t              |
| Castelfidardo             | Páncélos fregatt             | 4250 t              |
| Messaggiero               | Felderítő lapátkerekes gőzös | 1000 t              |

| Hajó neve                    | Hajó fajtája | Hajó vízkiszorítása |
| ---------------------------- | ------------ | ------------------- |
| Maria Adelaide (zászlóshajó) | Fregatt      | 3459 t              |
| Duca di Genova               | Fregatt      | 3515 t              |
| Carlo Alberto                | Fregatt      | 3200 t              |
| Gaeta                        | Fregatt      | 3980 t              |
| Garibaldi                    | Fregatt      | 3680 t              |
| Principe Umberto             | Fregatt      | 3501 t              |
| Vittorio Emanuele            | Fregatt      | 3415 t              |
| San Giovanni                 | Korvett      | 1780 t              |
| Guiscardo                    | Korvett      | 1400 t              |

| Hajó neve                           | Hajó fajtája                 | Hajó vízkiszorítása |
| ----------------------------------- | ---------------------------- | ------------------- |
| Principe di Carignano (zászlóshajó) | Páncélos fregatt             | 4086 t              |
| Affondatore                         | Páncélos koshajó             | 4070 t              |
| Terribile                           | Páncélos korvett             | 2700 t              |
| Formidabile                         | Páncélos korvett             | 2700 t              |
| Palestro                            | Páncélos ágyúnaszád          | 2000 t              |
| Varese                              | Páncélos ágyúnaszád          | 2000 t              |
| Esploratore                         | Felderítő lapátkerekes gőzös | 1000 t              |

| Hajó neve  | Hajó fajtája     | Hajó vízkiszorítása |
| ---------- | ---------------- | ------------------- |
| Vinzaglia  | Ágyúnaszád       | 262 t               |
| Montebello | Ágyúnaszád       | 262 t               |
| Canfienza  | Ágyúnaszád       | 262 t               |
| Sirena     | Felderítő naszád | ?                   |
| ?          | Szállítógőzös    | ?                   |

## Fordítás
- Ez a szócikk részben vagy egészben  a   Battle of Lissa (1866) című angol Wikipédia-szócikk ezen változatának fordításán alapul.  Az eredeti cikk szerkesztőit annak laptörténete sorolja fel. Ez a jelzés csupán a megfogalmazás eredetét és a szerzői jogokat jelzi, nem szolgál a cikkben szereplő információk forrásmegjelöléseként.